# زبان نواخت‌بر

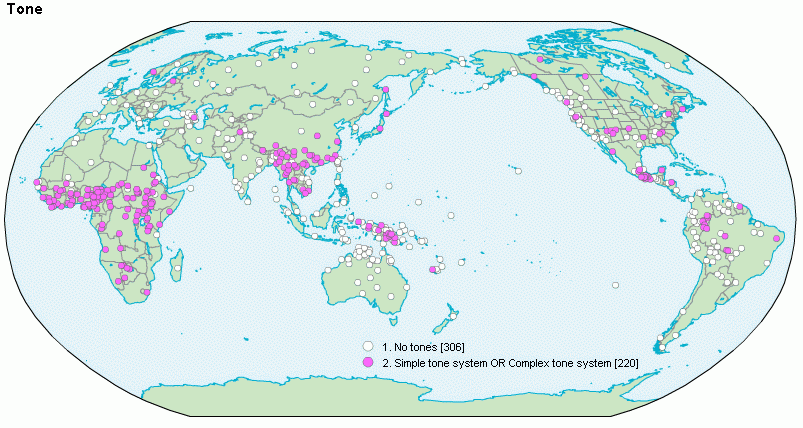
نقشه پراکندگی زبان‌های نواخت‌بر در جهان

زبان نواخت‌بر زبانی است که از نواخت برای تشخیص و تصریف واژگان استفاده می‌کند. نواخت یک صفت واجی است که در بسیاری از زبان‌های جهان رایج است و از آن همانند هم‌خوان‌ها و واک‌ها برای تشخیص کلمات یا صرف آن‌ها استفاده می‌شود (ولی در اروپا، خاورمیانه، جنوب آسیا و اقیانوس آرام کمیاب است). زبان‌های چینی بسیاری همچون ماندارین، کانتونی و هاکین و همچنین زبان‌های تایلندی، ویتنامی و بیشتر زبان‌های جنوب صحرای آفریقا همچون هوسه، ویژگی نواخت‌بری واژگانی یا دستوری را به صورت گسترده به کار می‌برند. می‌توان گفت هفتاد درصد از زبان‌های جهان نواخت‌بر هستند.
زبان فارسی زبانی نواخت‌بر نیست اما در آن ویژگی نواخت‌بری به گونه‌ای محدود به‌کار می‌رود. یک نمونه مشهود از خاصیت نواخت‌بری واژگان در فارسی واژهٔ «گویا» است که بسته به نحوه ادای آن می‌توان معنی‌های «روان و سلیس» یا «انگار» را برداشت کرد.

## شیوه

نواخت‌های چهارگانه ماندارین معیار

بیشتر زبان‌ها از زیر و بم واژگان آهنگ برای انتقال نوا و کاربرد استفاده می‌کنند اما این ویژگی آن‌هارا نواخت‌بر نمی‌کند. در زبان‌های نواخت‌بر هر هجا یک زیر و بم ذاتی دارد و بدین ترتیب جفت‌های حداقل (یا مجموعه‌های بزرگتر) بین هجاها با همان ویژگی‌های بخشی (همخوان‌ها و واک‌ها) اما نواخت‌های مختلف وجود دارد.
برای نمونه چینی ماندارین ۵ نواخت دارد که به شرح زیر است:
- در نواخت اوّل هجا به صورت یکنواخت و کشیده تلفظ می‌شود.
- در نواخت دوّم، در هنگام تلفّظ هجا صدای فرد به صورت تدریجی به سمت بالا می‌رود.
- در نواخت سوّم صدای فرد ابتدا به سمت پایین سقوط می‌کند و سپس به سمت بالا اوج می‌گیرد.
- در نواخت چهارم هجا به صورت دفعی و ضربتی تلفّظ می‌شود.
- تلفّظ پنجم هم که به صورت استثنائی در برخی هجاها وجود دارد فاقد نواخت است و هجا به صورت معمولی بیان می‌شود.

به عنوان مثال هجای ma در نواخت اوّل معنی مادر را می‌دهد و بدین شکل نوشته می‌شود:(媽/妈). در نواخت دوّم معنای کَنَف را می‌دهد و بدین شکل نوشته می‌شود:(麻). در نواخت سوّم معنی اسب را می‌دهد و بدین شکل نوشته می‌شود:(馬/马). در نواخت چهارم معنای توامان سرزنش کردن و توهین کردن را می‌دهد و بدین شکل نوشته می‌شود:(罵/骂). در نواخت پنجم به عنوان جزء پایانی جمله سؤالی بکار می‌رود و جمله را سؤالی می‌کند و بدین شکل نوشته می‌شود:(嗎/吗).
| نماد  | پین‌یین | نوع           | معنی         |
| ----- | ------ | ------------- | ------------ |
| 妈/媽 | mā     | سطح بالا      | «مادر»       |
| 麻    | má     | خیز بالا      | «کنف»        |
| 马/馬 | mǎ     | افت-خیز پایین | «اسب»        |
| 骂/罵 | mà     | افت از بالا   | «سرزنش کردن» |
| 吗/嗎 | ma     | خنثی          | جزء پرسشی    |

این ویژگی در جمله نسبتاً متناقض زیر ترکیب می‌شود:
妈妈骂马的麻吗? / 媽媽罵馬的麻嗎?
پین‌یین: Māma mà mǎde má ma?
آی‌پی‌ای: /máma mâ màtə mǎ ma/
ترجمه: 'آیا مادر کنف اسب را سرزنش می‌کند؟'